# メクロナゼパム
Template:Cs1 config

メクロナゼパム（英：Meclonazepam、(S)-3-methylclonazepam）は、1970年代にエフ・ホフマン・ラ・ロシュのチームにより発見されたクロナゼパムと構造が類似したベンゾジアゼピン誘導体である薬物である。他のベンゾジアゼピン系薬物と同様に鎮静薬、抗不安薬としての作用があり、マンソン住血吸虫に対する抗寄生虫作用もある。
メクロナゼパムは医薬品として使用されることなく、デザイナードラッグとしてオンラインに出現した。

## 薬理学
その鎮静・抗不安作用は、他のベンゾジアゼピン系薬物と同じ作用機序によるもので脳内のGABAA受容体を調節する。この精神活性のため、娯楽用に使用される。副作用として鎮静作用があるため、抗寄生虫薬としての通常の使用にも適さない。
住血吸虫属にはGABAA 受容体のorthologがない。その代わり、メクロナゼパムは急激なカルシウム流入を引き起こし、筋収縮と皮膚損傷を引き起こすようである。2023年、メクロナゼパムがカルシウム透過性のschistosomeのTRP（一過性受容体電位）を活性化することが示され、このTRPが寄生虫受容体の候補である可能性が非常に高くなった。
マウスで鎮静作用が弱く、抗寄生虫活性が強い2種類のメクロナゼパム誘導体を製造するいくつかの研究がある。これは、血液脳関門を通過しにくくなることで起こるようである。

## 法的問題

### 英国
英国では、メクロナゼパムは2017年5月のThe Misuse of Drugs Act 1971の改正により、他のいくつかのデザイナー・ドラッグのベンゾジアゼピン系薬物とともにClass C drugに分類された。

## 関連記事
- 3-ヒドロキシフェナゼパム
- デスメチルフルニトラゼパム
- ニフォキシパム
- オキサゼパム
- フェナゼパム
- Ro05-4082
- SH-I-048A

## 参考資料
- “Experimentally promising antischistosomal drugs: a review of some drug candidates not reaching the clinical use”. Parasitology Research 105 (4):  899–906. (October 2009). doi:10.1007/s00436-009-1546-2. PMID 19588166.